# برادلي غروفز
برادلي غروفز (بالإنجليزية: Bradley Groves)‏ (19 يناير 1982 في أستراليا - ) هو لاعب كرة قدم أسترالي في مركز الوسط. لعب مع ليدز يونايتد.